# Novlene Williams-Mills
Novlene Williams-Mills, született Novlene Williams (Saint Ann Parish, 1982. április 26. –) világbajnoki ezüstérmes, olimpiai bronzérmes jamaicai atlétanő, futó.
Sikereit a jamaicai váltó tagjaként érte el. Az athéni, a pekingi és a londoni olimpián bronzérmet, a 2005-ös, a 2007-es, a 2009-es és a 2011-es világbajnokságon pedig ezüstérmet szerzett hazája váltójával. Eddigi pályafutása során mindössze egy egyéni érmet nyert jelentősebb világversenyen, a 2007-es oszakai világbajnokságon bronzérmes lett négyszáz méteren.

## Egyéni legjobbjai
- 200 méter – 23,39 (2007)
- 400 méter – 49,63 (2006)